# Associazione Calcio Femminile Milan 82 1987-1988
Questa voce raccoglie le informazioni riguardanti la Associazione Calcio Femminile Milan 82 nelle competizioni ufficiali della stagione 1987-1988.

## Rosa
Rosa aggiornata all'inizio della stagione.
| N. |                      | Ruolo | Calciatrice       |
| -- | -------------------- | ----- | ----------------- |
|    | Danimarca (bandiera) | C     | Ulla Bastrup      |
|    | Italia (bandiera)    | D     | Rosalba Canzi     |
|    | Italia (bandiera)    | D     | Laura Cascella    |
|    | Italia (bandiera)    | P     | Colombo           |
|    | Italia (bandiera)    |       | Crotti            |
|    | Italia (bandiera)    | D     | Angela Cosentino  |
|    | Italia (bandiera)    | C     | Damaschi          |
|    | Italia (bandiera)    | D     | Tiziana D'Orio    |
|    | Scozia (bandiera)    | C     | Christine Jackson |
|    | Italia (bandiera)    | D     | Rita Lanfranchi   |

| N. |                   | Ruolo | Calciatrice      |
| -- | ----------------- | ----- | ---------------- |
|    | Italia (bandiera) |       | Manfrini         |
|    | Italia (bandiera) | C     | Maria Mariotti   |
|    | Italia (bandiera) | P     | Motta            |
|    | Italia (bandiera) |       | Nanni            |
|    | Italia (bandiera) |       | Pantaleoni       |
|    | Italia (bandiera) | P     | Daniela Sogliani |
|    | Italia (bandiera) | A     | Carmen Spini     |
|    | Italia (bandiera) | C     | Monica Tosi      |
|    | Italia (bandiera) |       | Villabruno       |